# کنفرانس پیروزی انقلاب سوریه
کنفرانس پیروزی انقلاب سوریه با عنوان رسمی کنفرانس اعلام پیروزی انقلاب سوریه (عربی: مؤتمر إعلان انتصار الثورة السوریة‎) در کاخ ریاست‌جمهوری سوریه در دمشق در ۲۹ ژانویه ۲۰۲۵ برگزار شد. در این کنفرانس، فرماندهان جناح‌های مسلح انقلابی مختلف از ائتلاف اپوزیسیون سوریه که علیه رژیم سرنگون شده بشار اسد می‌جنگیدند، به استثنای نیروهای دموکراتیک سوریه، اتاق عملیات جنوب و گروه‌هایی از سویدا، حضور داشتند. این کنفرانس توسط هیئت تحریر شام به رهبری نخستین دولت انتقالی سوریه تحت رهبری دفاکتو احمد الشرع، برگزار شد.
در این نشست، از انقلاب موفق سوریه که منجر به سقوط رژیم اسد در ۸ دسامبر ۲۰۲۴ شد، تمجید شد و حسن عبدالغنی، سخنگوی فرماندهی عملیات نظامی اعلام کرد که الشرع، به عنوان رئیس‌جمهور سوریه برای دوره انتقالی منصوب شده و اولویت‌های دولت جدید را که بیشتر آن شامل از بین بردن آثار رژیم سرنگون شده بعث و بازسازی نهادهای سوریه است، بیان کرد.

## اهداف
در این کنفرانس، الشرع، یک سخنرانی کوتاه ارائه کرد و اولویت‌های فوری دولت انتقالی را شامل «پر کردن خلاء قدرت، حفظ صلح مدنی، ساختن نهادهای دولتی، ساخت و توسعه اقتصاد و احیای جایگاه بین‌المللی و منطقه‌ای سوریه» بیان کرد.
عبدالغنی اعلام کرد که ۸ دسامبر، تاریخ سقوط رژیم اسد، روز ملی، اعلام خواهد شد. وی همچنین از لغو قانون اساسی ۲۰۱۲ سوریه و تعلیق کلیه قوانین استثنایی، تعلیق مجلس خلق و کمیته‌های آن، انحلال ارتش رژیم سابق و ایجاد ارتش جدید، انحلال دستگاه‌های اطلاعاتی و امنیتی رژیم بعث و انحلال شبه‌نظامیان حامی آن، حزب بعث و احزاب عضو بلوک جبهه ملی مترقی، انحلال همه جناح‌های مسلح، نهادهای انقلابی سیاسی و غیرنظامی و ادغام آنها در نهادهای دولتی و انتصاب احمد الشرع به عنوان رئیس‌جمهور سوریه برای دوره انتقالی و تشکیل شورای موقت قانون‌گذاری تا تصویب و تأیید قانون اساسی، خبر داد.
الشرع، از سوی فرماندهی کل سوریه به عنوان رئیس‌جمهور، منصوب شد. وی پس از انتصاب به عنوان رئیس‌جمهور، در نخستین سخنرانی خود در ۳۱ ژانویه ۲۰۲۵ اظهار داشت که «کنفرانس گفتگوی ملی» را برگزار و «اعلامیه قانون اساسی» را صادر خواهد کرد تا به عنوان «مرجع قانونی» در دوران گذار سیاسی پس از انحلال قانون اساسی ۲۰۱۲ سوریه، عمل کند. الشرع نیز اعلام کرد که «جنایتکارانی را که خون سوریه را ریختند و کشتار جمعی و جنایت کردند را تعقیب خواهد کرد.»
گروه‌هایی که انحلال خود را در انتظار اعلام کردند، عبارت بودند از: هیئت تحریر شام، احرار الشام، جیش العزه، جیش النصر، انصار التوحید، فیلق الشام، فرقه الصالحیه (جناحی از لواء صقور الشام)، جماعت انصار الاسلام، حزب اسلامی ترکستان در سوریه، جیش مهاجرین و انصار، جنبش نورالدین زنکی، جبهه شامیه و ارتش ملی سوریه.